# 가오리 성운
가오리 성운(영어: Stingray Nebula)은 남반구의 제단자리에 위치한 행성상 성운이다. 나이가 1천만 년 밖에 되지 않은 어린 성운이며, B1형 청색 초거성이 죽은 뒤 남은 잔해로 추측된다. 현재 이 별은 백색 왜성으로 남아 있다.